# Lappkåtatjärnarna (Degerfors socken, Västerbotten, 714527-168962)
Lappkåtatjärnarna är en sjö i Vindelns kommun i Västerbotten och ingår i Umeälvens huvudavrinningsområde.